# Ranua (village)
Ranua est un village et le centre de la municipalité de Ranua dans la région de Laponie en Finlande.